# هامبورگ (کالیفرنیا)
هامبورگ (به انگلیسی: Hamburg) یک منطقهٔ مسکونی در ایالات متحده آمریکا است که در کالیفرنیا واقع شده‌است. هامبورگ ۸۰ نفر جمعیت دارد و ۴۹۲٫۸۷ متر بالاتر از سطح دریا واقع شده‌است.